# Yener Yörük

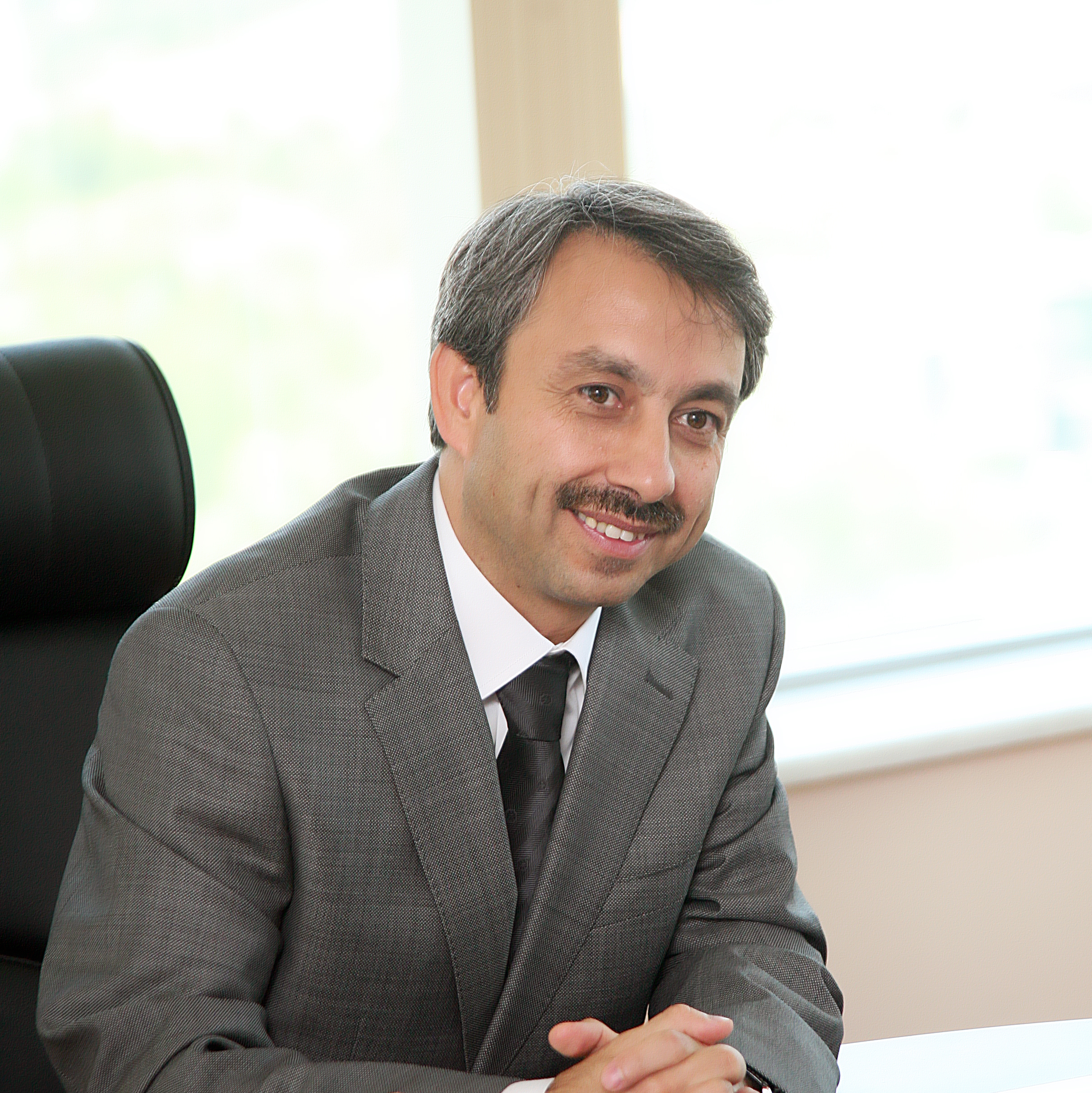
Yener Yörük (2012)

Yener Yörük (* 25. Mai 1963 in Manisa) ist ein türkischer Medizinprofessor, Spezialist der Thorax-Chirurgie und war von August 2012 bis August 2016 Rektor der Trakya-Universität Edirne.

## Leben und Wirken
Yener Yörük erwarb seine Hochschulreife 1981 im anatolischen Gymnasium Eskişehir. Er startete sein Studium an der Medizin-Fakultät der Universität Istanbul, nachdem er die anspruchsvolle Aufnahmeprüfung in der Gruppe der besten 100 absolviert hatte. Nach seinem Arztexamen im Jahr 1987 absolvierte er ein Praxisjahr im Krankenhaus von Gümüşhane Köse. Anschließend startete er 1988 seine wissenschaftliche Laufbahn in der Abteilung Thorax-Chirurgie an der Medizin Fakultät der Trakya-Universität Edirne.
Es folgte ein dreijähriger Einsatz in der Abteilung Thorax- und Gefäßchirurgie der Medizin-Fakultät in Istanbul-Cerrahpaşa, sowie ein einjähriger Auslandseinsatz im Freeman Hospital in Newcastle (England). Nach seiner Rückkehr in die Trakya-Universität im Jahr 1993 wurde er zum Spezialisten und Abteilungsleiter für Thorax-Chirurgie sowie Assistenz-Professor ernannt. Im Jahr 2002 erfolgte die Berufung zum außerordentlichen und 2007 zum ordentlichen Professor an der Trakya-Universität Edirne.
Seine administrativen Aufgaben an der Universität umfassten die stellvertretende Leitung des Universitätshospitals 1994–1997, die Leitung des Generalsekretariats der Universitäts-Foundation 2005–2009, die Mitgliedschaft der Fakultätsleitung Medizin 2008–2011 und der Universitäts-Administration seit 2008. Im Jahr 2011 absolvierte er einen dreimonatigen Forschungsaufenthalt für Lungentransplantation am Universitätskrankenhaus der Universität Toronto. Yörük hat bisher 188 Publikationen verfasst, worauf bereits 98 internationale Publikationen Bezug nehmen (2012).
Am 5. August 2012 trat Yörük die Nachfolge von Enver Duran als Rektor der Trakya-Universität an, das Amt gab er im August 2016 an Erhan Tabakoğlu weiter.
Yener Yörük ist mit einer Juristin verheiratet und hat zwei erwachsene Söhne.

## Mitgliedschaften
- Berufsverbände
  - Türkische Gesellschaft für Thorax-Chirurgie
  - Europäische Gesellschaft für Thorax-Chirurgie
  - Türkische Thorax-Gesellschaft
  - Türkische Atmungs-Gesellschaft (TÜSAD)
  - Gesellschaft Lungenkrebsbehandlung (AKAD)

- Mitgliedschaften in Schriftleitungen und Gutachter von Artikeln
  - Türkisches Journal für Thorax- und Gefäßchirurgie
  - Medizin Journal der Trakya-Universität
  - Medizin Journal der Adnan-Menderes-Universität
  - Türkisches Klinik Journal der Medizin Wissenschaften
  - Medizin Journal der İnönü-Universität

## Ausgewählte Veröffentlichungen

### Veröffentlichungen in internationalen Journalen
- D. A. Waller, Y. Yörük, G. N. Morritt, J. Forty, J. H. Dark: Videothoracoscopy in the treatment of spontaneous pneumothorax; an initial experience. In: Annals of Royal College of Surgeons of England. 1993.
- Y. Yörük, S. Yalçınkaya, İ. Çoşkun, R Mamedov: Simultaneous operation for coexisting right lung and liver cyst hydatid: a treatment modality. In: Hepato-Gastroenterology. 1998.
- I. Coşkun, A. R. Hatipoğlu, Y. Yörük: Laparoscopic versus open cholecystectomy: effect on pulmonary function tests. In: Hepato-Gastroenterology. 2000.
- S. Altaner, Y. Yoruk, F. Tokatlı, Z. Koçak, B. Tosun, S. Guresci, K. Kutlu: The correlation between ttf-1 immunoreactivity and the occurence of lymph node metastasis in patients with lung cancer. In: Tumori. 2006.
- Y. Yoruk: Esophageal stent placement for the palliation of dysphagia in lung cancer. In: Thoracic and Cardiovascular Surgeon. 2007.
- Y. A. Karamustafaoglu, Y. Yoruk: Self expandable esophageal stents placement for the palliation of dysphagia due to lung cancer. In: Disease of The Esophagus. 2010.
- Y. A. Karamustafaoglu, Y. Yoruk, T. Tarladacalisir, M. Kuzucuoglu: Transaxillary Approach For Thoracic Outlet Syndrome: Results Of Surgery. In: The Thorac and Cardiovasc Surgeon. 2011.
- Y. A. Karamustafaoglu, M. Kuzucuoglu, T. Tarladacalisir, Y. Yoruk: Transabdominal Subcostal Approach In Surgical Management Of Morgagni Hernia. In: European Journal of Cardiothoracic Surgery. 39, 2011.
- Y. Altemur Karamustafaoglu, G. Reyhan, M. Kuzucuoglu, Yener Yoruk: One stage surgical management for lung and liver hydatid diseases. In: Eur Surg Acta Chir Austriaca. 2011.

### Fachbücher in türkischer Sprache
- Y. Yörük: Göğüs Duvarı Travması. In: M. Yüksel, G. Çetin (Hrsg.): Toraks Travmaları. Turgut Yayıncılık, İstanbul 2003, S. 40–50.
- Y. Yörük: Pediatrik hastada göğüs duvarı tümörleri. In: M. Yüksel, M. Kaptanoğlu (Hrsg.): Pediatrik Göğüs Cerrahisi. Turgut Yayıncılık, İstanbul 2004, S. 335–341.
- Y. Yörük: Vasküler torasik outlet sendromu. In: E. Duran (Hrsg.): Kalp ve Damar Cerrahisi. Band 1, Çapa Tıp Kitapevi, İstanbul 2004, S. 911–915.
- Y. Yörük: Trafik kazalarında toraks travmaları. In: M. Kokino (Hrsg.): Trafik Kazalarında İlkyardım. Trakya Üniv. Acil Servis Bölümü Yayınları, Edirne 1998, S. 65–71.
- Y. Yörük: Benign Akciğer Kitleleri. In: D. J. Sugarbaker, R. Bueno, M. J. Krasna, S. J. Mentzer, L. Zellos (Hrsg.); Mustafa Yüksel (Übers.): Erişkin göğüs cerrahisi. Erstausgabe. Nobel Tıp Kitapevleri, 2011, S. 675–685.
- Y. Yörük: Bronkoplasti. In: D. J. Sugarbaker, R. Bueno, M. J. Krasna, S. J. Mentzer, L. Zellos (Hrsg.); Mustafa Yüksel (Übers.): Erişkin göğüs cerrahisi. Erstausgabe. Nobel Tıp Kitapevleri, 2011, S. 686–697.